# Tamba vandenberghi
Tamba vandenberghi là một loài bướm đêm trong họ Noctuidae.